# Ka 밴드
Ka 밴드는 26.5-40GHz의 주파수 대역을 말한다.
Ka 밴드는 K 밴드의 일부이다. "Kurz-above"를 의미한다(Kurz는 독일어로 '짧은'의 의미). 200 Mhz의 대역폭을 가진다.
비구름에 전파가 간섭을 잘 받는다. 따라서, 상업용 통신위성 주파수로는 사용되지 않고, 군용으로만 사용되었다. 그러나 최근에는 상업용의 사용이 늘어나고 있다.

## 다른 주파수 밴드
| L 밴드  | 1 to 2 GHz     |
| S 밴드  | 2 to 4 GHz     |
| C 밴드  | 4 to 8 GHz     |
| X 밴드  | 8 to 12 GHz    |
| Ku 밴드 | 12 to 18 GHz   |
| K 밴드  | 18 to 26.5 GHz |
| Ka 밴드 | 26.5 to 40 GHz |
| Q 밴드  | 30 to 50 GHz   |
| U 밴드  | 40 to 60 GHz   |
| V 밴드  | 50 to 75 GHz   |
| E 밴드  | 60 to 90 GHz   |
| W 밴드  | 75 to 110 GHz  |
| F 밴드  | 90 to 140 GHz  |
| D 밴드  | 110 to 170 GHz |

## 같이 보기
- WGS 위성 - 미군의 통신위성
- O3b 위성 - 구글이 전 세계 오지에 인터넷 연결을 하기 위한 통신위성
- 무궁화 3호, 무궁화 5호, 천리안 1호 - 한국의 Ka 밴드 통신위성